# Władysław Raczkowski (adwokat)
Władysław Raczkowski (ur. 24 marca 1902 w Lublinie, zm. 16 maja 1944 w Otwocku) – polski adwokat, działacz społeczny.

## Życiorys
Będąc uczniem gimnazjum w Lublinie należał do wtedy tajnego harcerstwa i do Organizacji Młodzieży Narodowej Szkół Średnich. W latach 1917–1918 był przewodniczącym lubelskiego środowiska OMN SŚ. Był również członkiem konspiracyjnego Związku Młodzieży Polskiej „Przyszłość” – „Pet”. W 1918 roku wstąpił do Wojskowych Kadr Szkolnych, będących odpowiednikiem POW. Po uzyskaniu matury w czerwcu 1920 roku ochotniczo wstąpił do Wojska Polskiego. Po demobilizacji studiował prawo na KUL, a po roku przeniósł się na Wydział Prawa i Nauk Politycznych Uniwersytetu Warszawskiego. Ukończył studia w 1926 roku. W czasie studiów w Warszawie należał do OMN Szkół Wyższych, z której wystąpił w 1922 roku, wstępując do nowo powstałej, konspiracyjnej organizacji „Alfa”, którą utworzyła grupa dawnych, w znacznej mierze lubelskich, członków Petu. Działał w tej organizacji do końca jej istnienia w 1930 roku. Grupa ta powołała do życia w 1924 roku Akademicki Związek Młodzieży Postępowej, którego pierwszym prezesem był Raczkowski (a jednym z liderów – Janusz Rakowski).
Od 1923 roku pracował w redakcji „Przeglądu Księgarskiego” w Warszawie, od marca 1925 do 1 października 1927 roku jako sekretarz redakcji. Po odbyciu aplikacji sądowej i adwokackiej został wpisany w 1933 roku na listę adwokatów. Od jesieni 1934 roku pracował jako radca prawny w Zarządzie m.stoł. Warszawy. Jednocześnie prowadził własną praktykę cywilistyczną.
W okresie międzywojennym należał (do 1935, daty rozwiązania) do konspiracyjnej organizacji piłsudczyków o nazwie „Zakon Dobra i Honoru Polski”. Był również członkiem Związku Patriotycznego.
W sierpniu 1939 roku został zmobilizowany jako podporucznik rezerwy. 17 września 1939 roku dostał się do niewoli radzieckiej pod Tarnowem. Został przewieziony do obozu jenieckiego w Starobielsku. W wyniku działań repatriacyjnych znalazł się w obozie przejściowym w Radomiu, skąd – będąc ciężko chorym – został przeniesiony do miejscowego szpitala. Po pewnym czasie został zwolniony, jednak zmarł na chorobę płucną.

## Życie prywatne
Władysław Raczkowski był synem Franciszka, księgarza, kierownika filii Księgarni Gebethnera w Lublinie, i Marii z domu Szelążek, siostry Eustachego Szelążka. Miał brata Jerzego. Ożenił się w 1931 roku z Wandą Kosmalską, doktorem medycyny. Nie mieli dzieci.
Został pochowany na Cmentarzu Powązkowskim w Warszawie (kwatera 148, rząd 4).